# 失落的维京人2
《失落的维京人2》是一款由暴雪娛樂制作、Interplay娱乐发行的益智平台类游戏。游戏最初于1997年2月27日在欧洲地区超级任天堂发行，后于1997年12月1日在日本地区超级任天堂发行。 游戏后移植至PC、世嘉土星和PlayStation等平台
埃里克、奥拉夫和Baleog在逃脱Tomator后过着欢乐和具有成果的海盗生活。某一天，在捕鱼返回途中，三个维京人再一次被Tomator抓获。Tomator要求机器人将他们送进竞技场的时候，系统发生故障。在停电时，三个人从机器人上获得能量。
本作最初于1997年开始在超级任天堂上制作，超级任天堂版本的制作技术与前作类似。